# Calymperes schmidtii
Calymperes schmidtii är en bladmossart som beskrevs av Brotherus 1901. Calymperes schmidtii ingår i släktet Calymperes och familjen Calymperaceae. Inga underarter finns listade i Catalogue of Life.